# Charles Le Brun
Charles Le Brun (født 24. februar 1619 i Paris, død 12. februar 1690) var en fransk maler og en af barokkens mest betydningsfulde. Han studerede hos Simon Vouet og senere i Rom, hvor han specielt blev inspireret af Nicolas Poussin. Han blev hofmaler for Ludvig 14. fra 1662 og direktør for Gobelinfabrikken i 1663. Under finansminister Colberts beskyttelse blev han en af de ledende skikkelser i kunstnerlivet i Frankrig langt ind i 1680'erne. Le Brun var også en af grundlæggerne af Académie royale de peinture et de sculpture i Paris, hvor han senere blev direktør. Han gav et betydeligt bidrag til den kunstneriske udsmyking af slottet i Versailles. Han malede i samme akademiske tradition som Pierre-Jacques Cazes (1676-1754) og Charles de Lafosse (1636-1716).

## Billedgalleri
- Alexanders indtog i Babylon (ca. 1664), en del af Le Bruns Alexander-billeder
- En del af loftet af Spejlsalen i Château de Versailles.
- Englenes fald (efter 1680), Musée des beaux-arts de Dijon.
- Tilbedelsen af Jesusbarnet (1689), Louvre.